# Куршумлијска Бања
Куршумлијска Бања је градско насеље и бањско лечилиште у општини Куршумлија у Топличком округу.
Бања се налази у котлини Бањске реке, на 442 m надморске висине 11 km југозападно од Куршумлије.
Према попису из 2022. било је 57 становника.
Куршумлијска Бања није радила 15 година. Након реконструкције хотела „Планинка”, односно некадашњи „Жубор”, Куршумлијска Бања је поново почела са радом 10. фебруара 2023. године.

## Природни услови
Са најумеренијом климом од свих бања у Србији, Куршумлијска Бања уз околни природни амбијент који сачињавају шуме, Бањска река и потока са чистом водом, као и чист ваздух (у близини нема индустрије) представља и лечилиште и рекреациони центар. Куршумлијска Бања је бања у Србији са више врста лековитих вода, које је сврставају у ред најатрактивнијих у Европи (сумпоровите, угљено-киселе, алкалне и гвожђевите воде). Температуре вода су од 14—67 °C.

## Бања
Средиште здравственог туризма у бањи је завод и хотел „Жубор”. У Заводу за специјализовану рехабилитацију „Жубор” терапијски блок се састоји од хидротерапије, блатне терапије, електротерапије и кинезитерапије. Смештајни део Завода је Б категорије, 240 лежајева и 250 места у ресторану. Медицинске индикације укључују болести локомоторног система, гинеколошка обољења, неуролошка обољења, болести метаболизма.

## Археолошко налазиште
Први римски налаз у Куршумлијској Бањи пронађен је крајем 19. века, то је  камени споменик захвалности воденим нимфама. Њега је у 3. века осликао један римски свештеник након излечења у Куршумлијској бањи.
У периоду од 5. до 26. августа спроведена су прва археолошка истраживања у Куршумлијској Бањи, под руководством стручног тима Завода за заштиту споменика културе из Ниша. Ископавањем су пронађени делови два касноантичка објекта, зиданих од камена и опеке, који су се састојали од више просторија које су имале малтерне поднице. На основу налаза објекти се могу оквирно датовати у период 4. века до 6. века. Један од објеката био је фрескоосликан, богато украшен и имао је стаклене прозоре. Истраживањима је такође потврђена ранија претпоставка да је Куршумлијска Бања коришћена током римског периода, и да се на подручју бање могу очекивати значајни остаци античког насеља и лечилишта. На основу једног римског каменог споменика са натписом из 3. века, познато је и римско име Куршумлијске Бање (лат. Aquarum Bassinae).

## Демографија
У насељу Куршумлијска Бања живи 125 пунолетних становника, а просечна старост становништва износи 43,9 година (40,2 код мушкараца и 47,3 код жена). У насељу има 55 домаћинстава, а просечан број чланова по домаћинству је 2,75.
Ово насеље је великим делом насељено Србима (према попису из 2002. године), а у последња три пописа, примећен је пад у броју становника.
|             | \| Демографија[4] \| Демографија[4] \| Демографија[4] \| \| Година \| Становника \| Становника \| \| -------------- \| -------------- \| -------------- \| \| 1948. \| 415 \| \| \| 1953. \| 485 \| \| \| 1961. \| 457 \| \| \| 1971. \| 333 \| \| \| 1981. \| 198 \| \| \| 1991. \| 185 \| 185 \| \| 2002. \| 151 \| 151 \| \| 2011. \| 106 \| \| |            |
| Демографија | |            |
| Година      | Становника | Становника |
| 1948.       | 415 |            |
| 1953.       | 485 |            |
| 1961.       | 457 |            |
| 1971.       | 333 |            |
| 1981.       | 198 |            |
| 1991.       | 185 | 185        |
| 2002.       | 151 | 151        |
| 2011.       | 106 |            |

| Етнички састав према попису из 2002.‍ | Етнички састав према попису из 2002.‍ | Етнички састав према попису из 2002.‍ | Етнички састав према попису из 2002.‍ | Етнички састав према попису из 2002.‍ |
| ------------------------------------ | ------------------------------------ | ------------------------------------ | ------------------------------------ | ------------------------------------ |
|                                      |                                      |                                      |                                      |                                      |
| Срби                                 | Срби                                 |                                      | 142                                  | 94,03%                               |
| Роми                                 | Роми                                 |                                      | 8                                    | 5,29%                                |
| Црногорци                            | Црногорци                            |                                      | 1                                    | 0,66%                                |
| непознато                            | непознато                            |                                      | 0                                    | 0,0%                                 |

| Година пописа     | 1948. | 1953. | 1961. | 1971. | 1981. | 1991. | 2002. |
| ----------------- | ----- | ----- | ----- | ----- | ----- | ----- | ----- |
| Број домаћинстава | 81    | 99    | 111   | 97    | 72    | 70    | 55    |

| Број чланова      | 1  | 2  | 3 | 4 | 5 | 6 | 7 | 8 | 9 | 10 и више | Просек |
| ----------------- | -- | -- | - | - | - | - | - | - | - | --------- | ------ |
| Број домаћинстава | 15 | 18 | 8 | 5 | 1 | 6 | 1 | 1 | 0 | 0         | 2,75   |

| Пол    | Укупно | Неожењен/Неудата | Ожењен/Удата | Удовац/Удовица | Разведен/Разведена | Непознато |
| ------ | ------ | ---------------- | ------------ | -------------- | ------------------ | --------- |
| Мушки  | 59     | 15               | 37           | 3              | 4                  | 0         |
| Женски | 72     | 11               | 38           | 17             | 6                  | 0         |
| УКУПНО | 131    | 26               | 75           | 20             | 10                 | 0         |

| Пол    | Укупно                    | Пољопривреда, лов и шумарство | Рибарство                            | Вађење руде и камена | Прерађивачка индустрија       |
| ------ | ------------------------- | ----------------------------- | ------------------------------------ | -------------------- | ----------------------------- |
| Мушки  | 17                        | 1                             | 0                                    | 0                    | 0                             |
| Женски | 16                        | 4                             | 0                                    | 0                    | 0                             |
| УКУПНО | 33                        | 5                             | 0                                    | 0                    | 0                             |
| Пол    | Производња и снабдевање   | Грађевинарство                | Трговина                             | Хотели и ресторани   | Саобраћај, складиштење и везе |
| Мушки  | 0                         | 0                             | 3                                    | 0                    | 2                             |
| Женски | 0                         | 0                             | 2                                    | 1                    | 0                             |
| УКУПНО | 0                         | 0                             | 5                                    | 1                    | 2                             |
| Пол    | Финансијско посредовање   | Некретнине                    | Државна управа и одбрана             | Образовање           | Здравствени и социјални рад   |
| Мушки  | 0                         | 0                             | 2                                    | 0                    | 7                             |
| Женски | 0                         | 1                             | 0                                    | 0                    | 7                             |
| УКУПНО | 0                         | 1                             | 2                                    | 0                    | 14                            |
| Пол    | Остале услужне активности | Приватна домаћинства          | Екстериторијалне организације и тела | Непознато            | Непознато                     |
| Мушки  | 0                         | 0                             | 0                                    | 2                    | 2                             |
| Женски | 0                         | 0                             | 0                                    | 1                    | 1                             |
| УКУПНО | 0                         | 0                             | 0                                    | 3                    | 3                             |